# نسبة الذكاء
نسبة الذكاء (اختصارًا IQ) هو الدرجة الكلية المشتقة من عدة اختبارات قياسية مصممة لقياس الذكاء الإنساني. كان عالم النفس ويليام شتيرن أول من صاغ اختصار IQ للمصطلح (بالألمانية: Intelligenzquotient) كمصطلح للتعبير عن طريقة القياس في اختبارات الذكاء في جامعة فروتسواف والتي أيدها في كتابه المنشور عام 1912. تاريخياً فإن نسبة الذكاء هو الدرجة الناتجة من قسمة العمر العقلي للشخص (الذي يُحصل عليه من خوض اختبار نسبة الذكاء) على العمر الرقمي للشخص، كليهما في صورة سنوات وشهور. وبعدها يُضَرَّب الناتج في 100 للحصول على نتيجة نسبة الذكاء. عندما جرى تطوير اختبارات نسبة الذكاء الحالية، حُدِّد متوسط نتيجة اختبار الذكاء للعينات المتوسطة بقيمة 100 مع وجود انحراف معياري قيمته 15 نقطة أعلى أو أقل، على الرغم من الوضع تاريخياً لم يكن هكذا. وطبقا لهذا التعريف، فإن نتيجة حوالي ثلثي السكان تراوح ما بين 85 نقطة و115 نقطة. أمَّا حوالي نسبة 2.5 في المائة فقط من نتائج السكان هي أعلى من 130 نقطة على المقياس، كما أن 2.5 في المائة أقل من يبلغ معدل ذكائها 70 نقطة فقط.
تُستخدم نتائج نسبة الذكاء كتقديرات للذكاء. على عكس المسافة والكتلة على سبيل المثال، فإنه لا يمكن تحقيق قياس مجرد للذكاء بسبب الطبيعة التجريدية لمفهوم «الذكاء». أظهرت الدراسات أن نتائج نسبة الذكاء مرتبطة بعوامل مثل المرضية ومعدل الوفيات، والحالة الاجتماعية الأبوية، و–إلى حد ما- نسبة الذكاء الأبوية البيولوجية. ومع أن توريث نسبة الذكاء قد دُرِّس لقرابة قرن، إلا أنه لا يزال هناك جدال حول أهمية الوراثة في العملية وعن آلية الوراثة ذاتها.
تُستخدم نسبة الذكاء من أجل اختبارات تحديد المستوى التعليمية، وقياس التخلف العقلي، وتقييم المتقدمين للوظائف. حتى عندما يحسن الطلاب نتائجهم في الاختبارات القياسية، فإنهم لا يحسنون دائما من قدراتهم الإدراكية مثل الذاكرة والانتباه والسرعة. تُدرس نسبة الذكاء في سياق الأبحاث كمؤشرات على الأداء الوظيفي والدخل المالي. تُستخدم نسبة الذكاء أيضا في دراسة توزيع الذكاء النفسي بين السكان والعلاقات بينه وبين المتغيرات الأخرى. يمكن أن تعطينا دراسة الأنماط المختلفة للاتفاعات في نتائج الاختبار فكرة جيدة عن الذكاء البشري.

## الاختبارات الحالية
هناك العديد من اختبارات نسبة الذكاء المعتمدة في العالم المتحدث باللغة الإنجليزية. يعتبر مقياس وكسلر لذكاء البالغين هو اختبار نسبة الذكاء الأكثر شيوعا ومقياس وكسلر لذكاء الأطفال للأطفال في عمر المدرسة. هناك بعض الاختبارات الأخرى المستخدمة بكثرة مثل مقياس ستانفورد بينيت للذكاء واختبار وودكوك جونسون للقدرات الإدراكية ونظام التقييم الإدراكي ومقياس القدرات المختلفة ومصفوفات ريفن المتتابعة.

## المصداقية والفعالية
يعتبر علماء النفس بشكل عام أن اختبارات نسبة الذكاء تتمتع بمصداقية إحصائية مرتفعة. تشير المصداقية المرتفعة إلى أنه على الرغم من تنوع نتائج من يخوضون الاختبار عند أخذ نفس الاختبار في ظروف مختلفة، وعلى الرغم من اختلاف نتائجهم عندما يخوضون اختبارات مختلفة عند نفس العمر، إلا أن النتائج تتفق مع بعضها بشكل عام وباختلاف الأوقات. مثل كل الكميات الإحصائية، نجد أن كل تقديرات الذكاء لها خطأ معياري معين يقيس عدم التأكد في التقدير. في الاختبارات الحديثة، نجد أن عامل الخطأ يبلغ ثلاث نقاط. يرى علماء النفس بشكل عام أن نتائج اختبار نسبة الذكاء تتمتع بمصداقية إحصائية كافية للعديد من الأغراض العملية.

## الانتقاد والآراء

### العلاقة بالذكاء
نسبة الذكاء هي الطريقة الأكثر بحثا لقياس الذكاء، والأكثر استخداما بفارق كبير في الاختيارات العملية. لكن وبينما يسعى اختبار نسبة الذكاء إلى قياس بعض مفاهيم الذكاء، إلا أنه يفشل في تقديم قياس دقيق لتعريفات الذكاء المتنوعة. تقيس اختبارات نسبة الذكاء بعض مناطق الذكاء، في حين تتجاهل مناطق أخرى مثل الإبداع والذكاء الاجتماعي.